# Staufaktor
Unter dem Staufaktor, auch Staukoeffizient und englisch Stowage Factor genannt, versteht man in der Logistik und insbesondere in der Seeschifffahrt das Verhältnis zwischen dem von der Ladung eingenommenen Raum und seiner Masse.
Der Staufaktor hängt dabei von den Eigenschaften der Ladung, das heißt der Dichte, bei Massengütern auch der Korngröße, ab. Die gängige Maßeinheit für den Staufaktor ist m³/t.